# Thrums
Thrums est une communauté située dans la province de la Colombie-Britannique, dans le sud-est.